# آکچی هیده‌میتسو

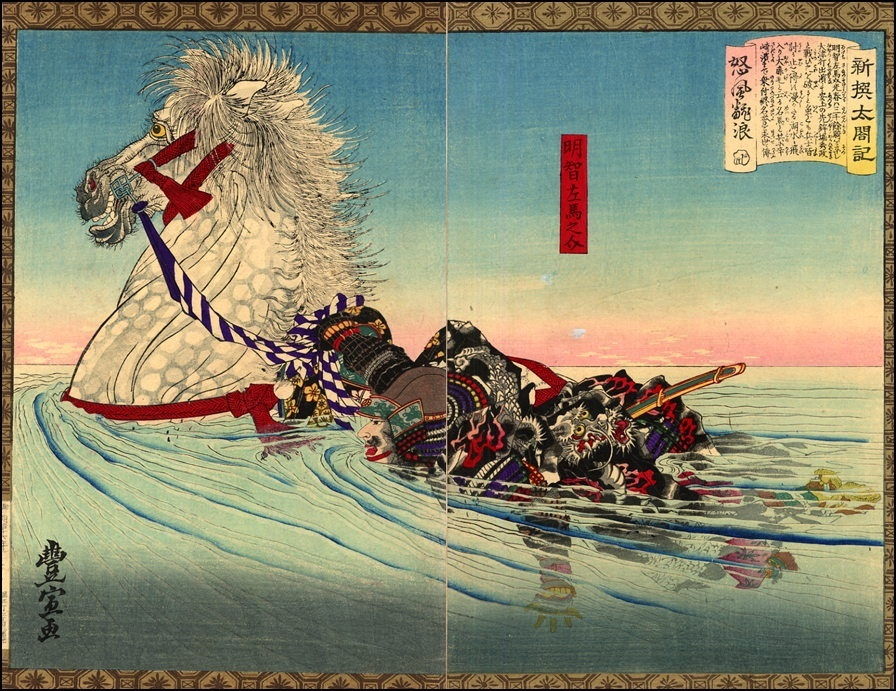
تصویری بنا بر یک داستان که آکچی هیده‌میتسو پس از مرگ آکچی میتسوهیده از دریاچه بیوا با اسب رد می‌شود.

آکچی هیده‌میتسو یا آکچی میتسوهارو (به ژاپنی: 明智 秀満 Akechi Hidemitsu); ۱ ژانویهٔ ۱۵۳۶ – ۴ ژوئیهٔ ۱۵۸۲) یک سامورایی در دوره سنگوکو بود. وی از ملازمان آکچی میتسوهیده بود. پس از حادثه معبد هوننو به دست تویوتومی هیده‌یوشی به قتل رسید.
همسر اصلی او «رین» دختر ارشد آکچی میتسوهیده بود که بعد از طلاق از  آراکی موراتسوگو‏ پسر  آراکی موراشیگه به ازدواج او درآمد.